# Chantada
Chantada er en by og kommune i det nordvestlige Spanien i provinsen Lugo. Den har et indbyggertal på 8.092 (2024) indbyggere.